# Вьетнамцы в США
Вьетнамцы в США (вьет. Người Mỹ gốc Việt, англ. Vietnamese Americans) — американцы вьетнамского происхождения. Образуют четвёртую по величине группу среди азиатского населения страны после китайцев, филиппинцев и индийцев. В США проживает около половины всей вьетнамской диаспоры мира. Массовая иммиграция вьетнамцев в США началась лишь с завершением Вьетнамской войны в 1975 году, однако за этот короткий промежуток времени они успели создать здесь многочисленную и прочную диаспору.

## История
Иммиграция вьетнамцев в США началась достаточно поздно. До 1975 года большинство вьетнамского населения страны являлось детьми и жёнами американских военнослужащих во Вьетнаме, однако их число было весьма незначительным. Согласно данным иммиграционной службы и службы натурализации, в период с 1950 по 1974 гг. в США мигрировали лишь 650 вьетнамцев. Окончание Вьетнамской войны породило мощный всплеск иммиграции, так около 125 тысяч человек покинули Вьетнам в течение весны 1975 г. Группа ранних мигрантов, как правило, высококвалифицированные и образованные круги, была вывезена правительством США через свои военные базы. В последующие годы поток иммигрантов из Вьетнама также был очень высок, этому способствовал ряд законопроектов, облегчавших процесс миграции и получение многими статуса беженцев.
С 1978 по середину 1980-х гг. проходила вторая волна миграции вьетнамских беженцев. Это были люди главным образом более низкого социального статуса, чем первые иммигранты в 1975 году. Эта группа вьетнамцев, покидавшая страну в маленьких, переполненных и небезопасных лодках, зачастую так и называется — «люди в лодках» (англ. Boat people; вьет. Thuyền nhân). В 1980 году въезд беженцев в США был ограничен, в то же время выезд из Вьетнама также стал контролироваться более жёстко.
С 1981 по 2000 гг. США приняли 531 310 политических беженцев из Вьетнама.

## Демография
Большинство вьетнамцев страны являются мигрантами в первом и втором поколении. Около 1 миллиона человек в стране, среди населения 5 лет и старше, говорят дома по-вьетнамски, что делает этот язык седьмым по распространению в США. Из вьетнамцев, родившихся за пределами США, 46,5 % иммигрировали до 1990 г., 38,8 % — между 1990 и 2000 годами, и 14,6 % — после 2000 года.
Согласно переписи 2000 г., 1 123 000 человек определяли себя как вьетнамцы. Из них, 447 000 чел. (39,8 %) проживали в Калифорнии, а 135 000 чел. (12 %) — в Техасе. Быстрый рост вьетнамского населения замечается и в других штатах. На 2006 год в США проживало 1 599 394 вьетнамцев.
Распределение религий среди вьетнамского населения в США заметно отличается. Так, если из населения Вьетнама христиане (главным образом католики) составляют всего 6 %, то среди вьетнамцев США это число составляет 23 %.